# Hoslundia
Hoslundia là một chi thực vật có hoa trong họ Hoa môi (Lamiaceae).

## Loài
Chi Hoslundia gồm các loài: